# Arthur Conradi

Arthur Conradi auf einer Porträtfotografie von Friedrich Brandseph um 1862

Carl Arthur Conradi (* 19. November 1813 in Stuttgart, Königreich Württemberg; † 23. Januar 1868 ebenda) war ein württembergischer Handelsmann und Großbürger in Stuttgart. Nach dem Tod seines Vaters Leopold Conradi hat er die im Jahr 1798 von seinem früh verstorbenen Onkel Carl Willibald Feuerlein gegründete erste Indigohandlung des Südwestens (im Herzogtum Württemberg) weitergeführt.

## Familiäre Beziehungen

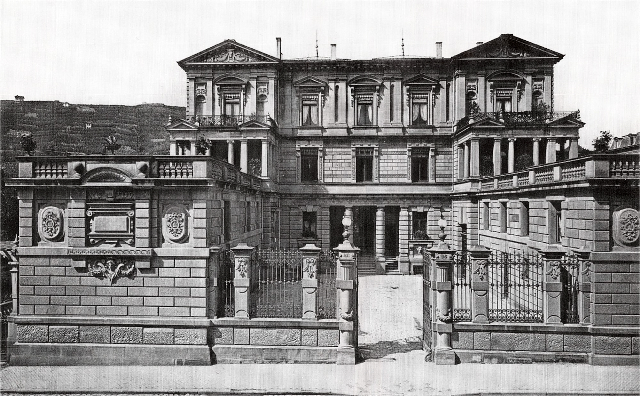
Die Villa Conradi in der Kriegsbergstraße 26 in Stuttgart, Bauherr: Emilie Conradi, Kaufmanns-Witwe, Architekt: Adolf Gnauth

Arthur Conrad, Sohn des Johann Nepomuk Leopold Conradi (* 13. November 1776 in Obergimpern; † 14. Februar 1839 in Stuttgart) und seiner Ehefrau Wilhelmine Auguste Luise Feuerlein (* 26. Mai 1780 in Stuttgart; † 6. Juni 1861 ebenda), war das 8. Kind von 12 Kindern, aus der Ehe seiner Eltern.
Arthur Conradi ist durch die Eheschließungen seiner acht Schwestern ein Schwager von Emil Elben (1795–1873), Ludwig Hartmann (1797–1884) Christian Immanuel Friedrich Klemm, Emil Schott, Carl Friedrich Haug, Gottlieb Heinrich Zeller, Johannes Mährlen, und Alfred Weber (1795–1869).
Er ist ein Enkel des Hofkammerrenovators Conradi aus Bretten und von Carl Friedrich Feuerlein, Geheimer Kabinettssekretär und Regierungsrat des Herzogs Carl Eugen von Württemberg. 
Conradis Mutter Luise, geborene Feuerlein ist eine Schwester von Willibald Feuerlein, Luise Conradi ist über ihre Schwestern mit Christian Gottfried Elben, dem Gründer und Herausgeber des Schwäbischen Merkurs und mit Ferdinand von Pistorius verschwägert.

### Geschwister
- 1. Luise Auguste Leopoldine (* 25. August 1805 in Stuttgart; † 3. Januar 1890 in Stuttgart) ⚭ Emil Elben
- 2. Auguste Wilhelmine (* 8. November 1806 in Stuttgart; † 15. September 1858 in Stuttgart) ⚭ Georg Ludwig Hartmann
- 3. Marie Christiane Dorothea (* 4. Januar 1808 in Stuttgart; † 15. Juni 1839 in Grüntal) ⚭ Christian Immanuel Friedrich Klemm
- 4. Pauline (* 14. Februar 1809 in Stuttgart; † 30. November 1884 in Stuttgart) ⚭ Georg Emil Schott
- 5. Leopold Friedrich Carl Albert (* 24. Mai 1810 in Stuttgart; † 3. April 1861 in Aichach) ⚭ Friederike Gaiser
- 6. Teophanie (* 12. Juni 1811 in Stuttgart; † 4. August 1891 in Stuttgart) ⚭ Carl Friedrich Haug
- 7. Emilie (* 19. September 1812 in Stuttgart; † 27. Januar 1880 in Nagold) ⚭ Heinrich Zeller
- 8. Gustav Adolf (* 28. Mai 1815 in Stuttgart; † 26. April 1871 in Stuttgart) ⚭ Marie Anna Caroline Grieser
- 9. Elise Auguste Emilie (* 23. Juli 1816 in Stuttgart; † 22. November 1871 in Stuttgart) ⚭ Johannes Mährlen
- 10. Sophie Charlotte (* 7. Dezember 1817 in Stuttgart; † 22. März 1882 in Gera) ⚭ Alfred Weber
- 11. Wilhelm August Leopold (* 5. November 1820 in Stuttgart; † 11. Oktober 1860 in Stuttgart) ⚭ Malvine Luise Auguste Wächter

### Vermählung

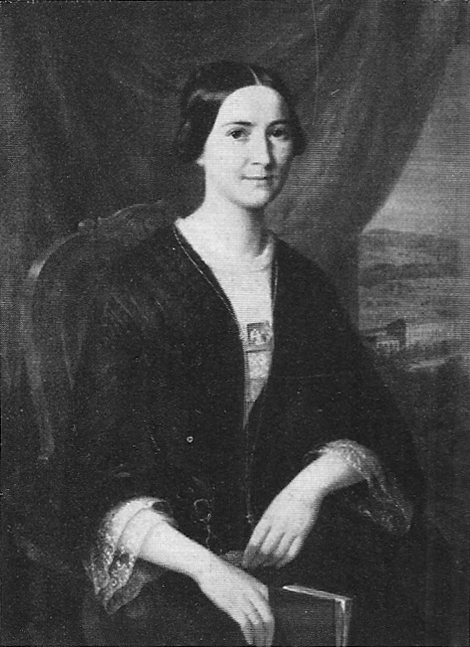
Emilie Conradi geb. Roser (1818–1889) porträtiert von Johann Georg Buchner, Öl auf Leinwand 1852

Arthur Conradi und Emilie (Auguste Friederike) Roser (* 9. August 1818 in Stuttgart; † 27. Februar 1889 in Stuttgart), eine Tochter des Staatsrates Karl von Roser, vermählten sich am 19. November 1837. Das Paar wurde in der Stuttgarter Stiftskirche getraut. In den Familien wurde Emilie, das „Roserle“ genannt. Das Ehepaar Conradi zog zwei Adoptivtöchter groß: die Nichten Mathilde Haug (* 26. Mai 1840 in Tübingen), eine Tochter von Carl Friedrich Haug ⚭ Theophanie Conradi, und Fanny Vischer-Conradi (* 30. März 1853 in Aarau), eine Tochter von Carl Vischer (* 10. März 1825 in Stuttgart; † 10. November 1854 in Aarau), einem Fabrikanten chemischer Produkte ⚭ Mathilde (Marie) Renner (* 29. November 1828 in Ulm; † 26. September 1854 in Aarau), eine Tochter des Präzeptors Ludwig Renner aus Ulm. Das Ehepaar Emilie und Arthur Conradi hatte keine leiblichen Nachkommen.

## Berufliche Tätigkeit
Arthur Conradi war Geschäftsführer des „Handelshauses“ Carl Feuerlein. Er war Mitglied des Gemeinderats und des Bürgerausschusses von Stuttgart, und später, vom 20. Februar 1856 bis zur Niederlegung seines Mandats am 14. Juli 1858, Landtagsabgeordneter der Stadt Stuttgart in der Zweiten Kammer der Württembergischen Landstände.
Eine Abschrift der Testamente von Carl Arthur und Emilie Conradi ist im Nachlass des Finanzministers Andreas von Renner erhalten. Nach dem Tod ihres Gemahls ließ sich Emilie Conradi von dem Architekten Adolf Gnauth eine Villa als Alterssitz, nach Vorlagen im Stil der italienischen Renaissance, erbauen. Das Anwesen befand sich in der Stuttgarter Kriegsbergstraße.

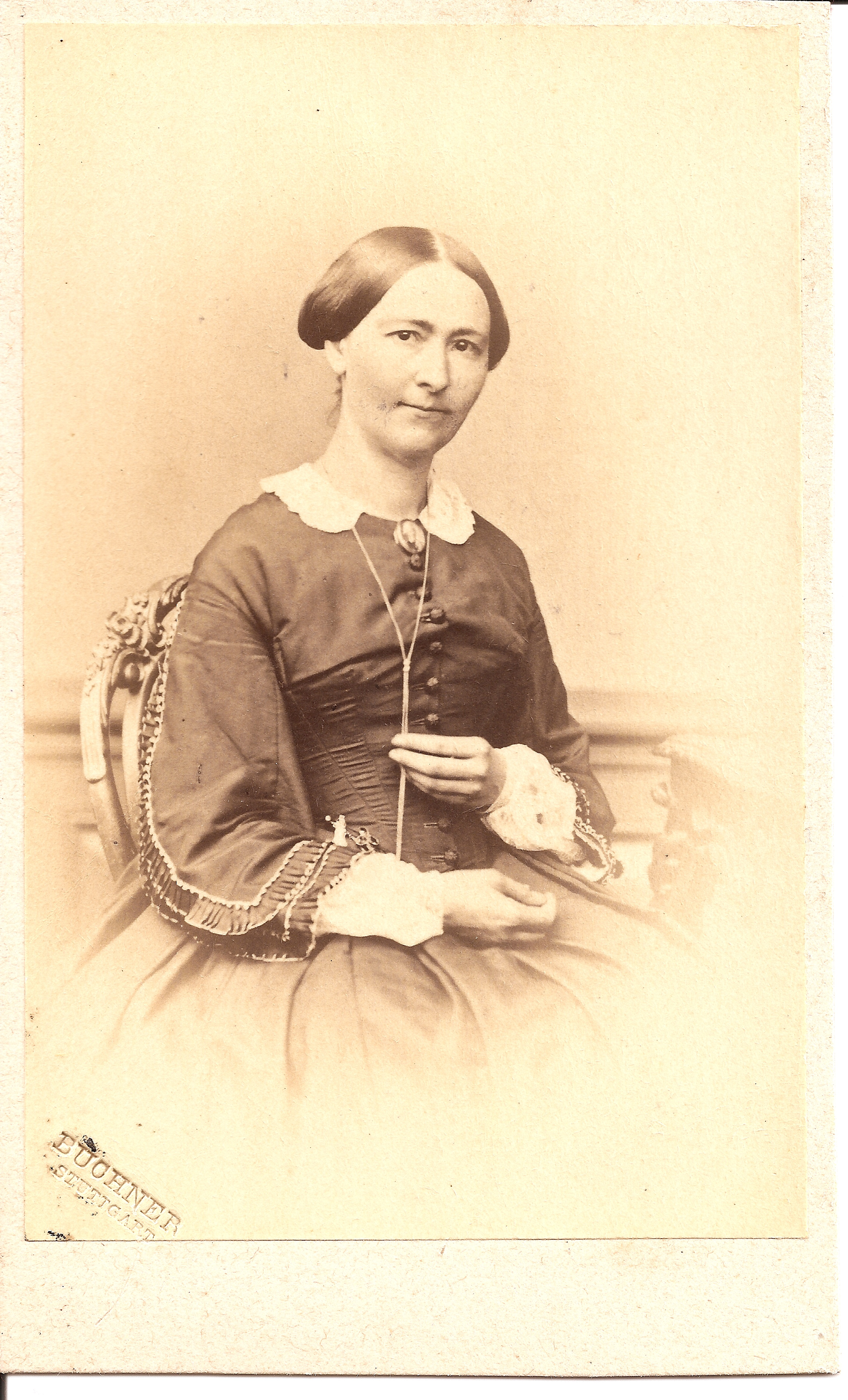
Emilie Roser ⚭ Arthur Conradi, Tochter des Karl von Roser und seiner Ehefrau Luise Vischer, auf einem Porträtfoto von Carl Buchner Stuttgart
Mathilde Haug, Tochter von Carl Friedrich Haug und seiner Ehefrau Theophanie Conradi, Adoptivtochter von Arthur Conradi und Emilie Roser
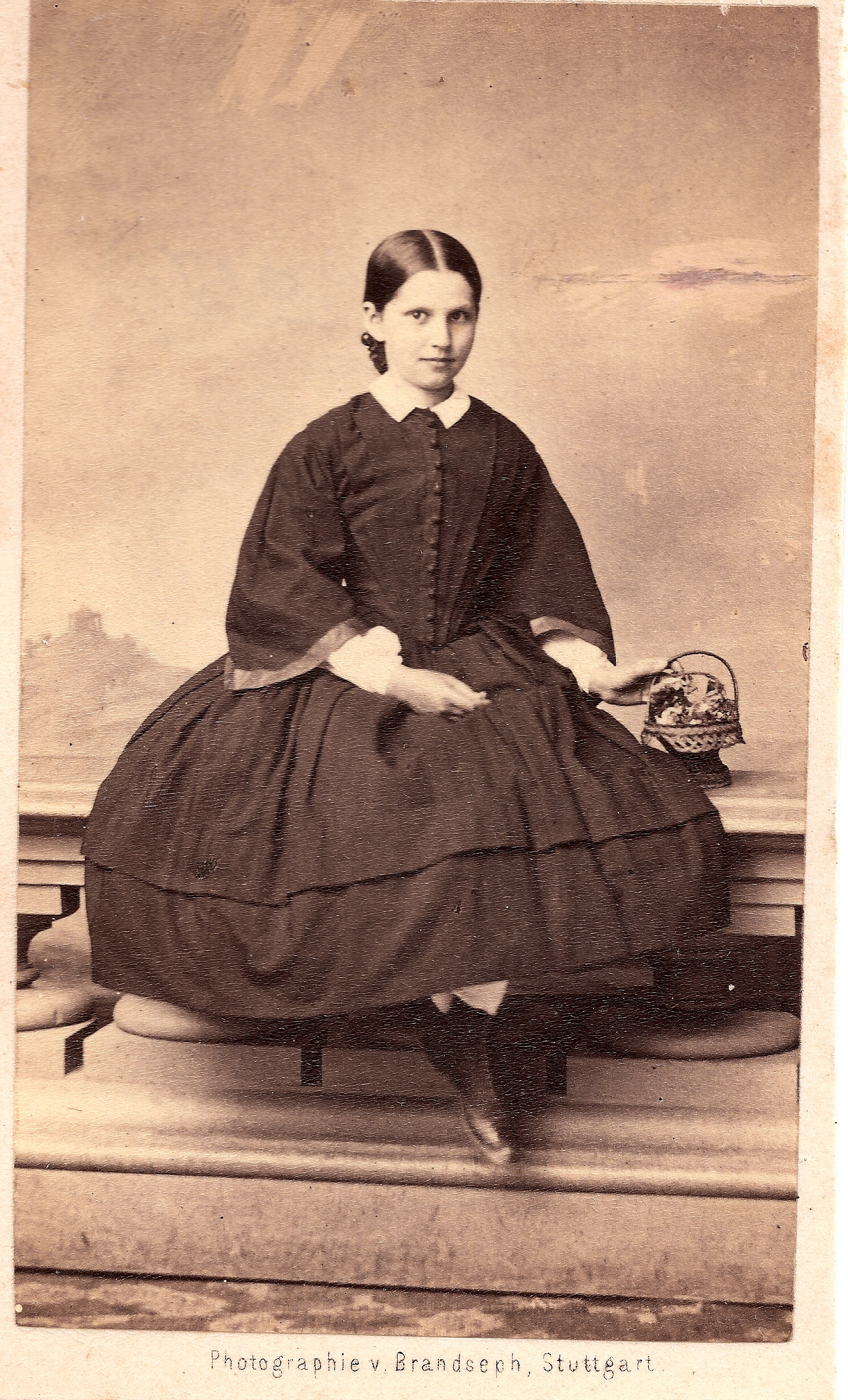
Fanny Vischer-Roser, Tochter von Carl Vischer und seiner Ehefrau Mathilde Marie Renner, Adoptivtochter von Arthur und Emilie Conradi